# Toad (spelfigur)
Toads är fiktiva svampfigurer som förekommer i de flesta TV-spel i Nintendos Mario-serie. I TV-spelen så utspelar sig Toad som en kille och inte en tjej.    Med sina stora prickiga mössor föreställer de någon sorts levande humanoida flugsvampar. De är invånare i Mushroom Kingdom och vissa är även tjänare åt prinsessan Peach i hennes slott.  Namnet kommer från engelskans "Toadstool" som syftar på oätliga/giftiga svampar och även är prinsessans efternamn - namnet har således inget med paddor att göra.

## Färgvarianter
Alla Toads bär mössor med prickar i olika färger, oftast med vit bakgrundsfärg: bland annat röda, lila, gula, gröna och blåa prickar. Röda prickar är vanligast. De flesta Toads klär sig i tunna västar, som inte sällan motsvarar färgen på deras mössor, vilket till exempel skildrade alla "röda" Toads i Super Mario Bros., men många Toads med rödprickig mössa bär ofta också blå västar och skor, som till exempel alla Toads i Super Mario 64. I Super Mario Bros. 3 bar dock alla Toads svart väst till sina rödprickiga mössor samt en beige bakgrundsfärg på mössorna, och även Blöj-liknande byxorna, som annars nästan uteslutande har varit vita, var istället röda..

## Biografi

### Spel där en/flera Toads är bifigurer
- Super Mario Bros
- Super Mario Bros 2
- Super Mario Bros. 3
- Super Mario 64
- Luigi's Mansion
- Super Mario Sunshine
- New Super Mario Bros.
- Super Mario Galaxy 1 och 2
- Super Mario 3D Land
- New Super Mario Bros. 2
- Luigi's Mansion 2
- Super Mario Maker
- Super Mario Odyssey
- Luigi's Mansion 3
- Super Mario RPG: Legend of the Seven Stars
- Paper Mario-serien
- Luigis Mansion
- Mario Party-serien
- Mario & Luigi-serien
- Mario vs. Donkey-Kong-serien
- Kirby Superstar Ultra
- Super Princess Peach

### Spel där en/flera Toads är spelbara
- Super Mario Bros 2
- New Super Mario Bros. Wii
- New Super Mario Bros. U
- Super Mario 3D World
- Captain Toad: Treasure Tracker
- Super Mario Maker 2
- Mario Strikers-serien
- Mario Baseboll-serien
- Wario's Woods
- Mario Kart-serien
- Mario Tennis

## Kuriosa
- I The Super Mario Bros. Super Show! fick man för första gången se en Toad utan mössa, vilket avslöjade ett runt huvud med några hårstrån[3].
- I Beta-versionen av Super Mario Galaxy har alla Toads stjärnor istället för prickar på sina mössor[4].

## Kända Toads

### Toad
I många spel får en enskild Toad, endast kallad Toad, en central roll, inte minst i sportspelen. Denna utvalda Toad betraktas ofta som en närmare vän till Mario och gänget och som Prinsessan Peach betjänt. I de flesta spel bär denna Toad en rödprickig mössa med blå väst, men i Super Mario Bros. 2 bar han en blåprickig mössa och i TV-serien Super Mario Bros. Super Show (i den svenska översättningen kallad "Flugis" eller "Flugsvamp") bar han en röd väst (i de två första episoderna hade dock de röda och vita färgerna bytt plats helt). Om det varit samma Toad i alla spel (samt i TV-serierna) är dock oklart. I Super Mario Bros. Wii medverkade två Toads som spelbara: en med samma blå utstyrsel som i Super Mario Bros. 2 och en gul.

#### Biografi

##### Spel där Toad är bifigur
- Super Mario Galaxy 1 och 2
- New Super Mario Bros. Wii
- Super Mario RPG: Legend of the Seven Stars
- Mario & Luigi: Partners in Time
- Super Paper Mario
- Dance Dance Revolution: Mario Mix
- Mario Pinball Land
- Mario Party 1-4
- Mario Party Advance
- Mario Party: The Top 100
- Super Mario Party
- Mario Party Superstars
- WarioWare: Touched!
- Mario Golf serien
- Game & Watch Gallery serien
- Mario & Sonic at the Olympic Game

##### Spel där Toad är spelbar
- Super Mario Bros. 2
- Wario's Woods (som huvudkaraktär)
- Mario & Luigi: Superstar Saga
- Mario Kart serien
- Mario Party 5-10
- Mario Party DS
- Mario Party: Island Tour
- Mario Party: Star Rush
- Mario Tennis serien
- Game & Watch Gallery 3 (i ett eget sido-spel)

Han finns även med som föremål åt Peach i Super Smash Bros.

#### Speciella förmågor
Toad är en expert på olika föremål, han ger ofta Mario speciella föremål och tipsar om vad han bör göra.
I spelet Wario's Woods har han förmågan att kunna gå på väggar och i Super Smash Bros. 2 är han betydligt snabbare och starkare än någon annan spelbar karaktär. I Super Princess Peach har han förmågan att kunna rotera i luften en stund efter att ha hoppat.
I The Super Mario Bros. Super Show! använder han Eld-blommor för att växa till en starkare form och i The adventures of Super Mario Bros. 3 tillbringar han en hel episod i en groddräkt, vilket gör att han kan hoppa högre och simma fortare.

#### Kuriosa
¤ I The Super Mario Bros. Super Show! bär Toad en röd väst istället för en blå. I några avsnitt är färgerna dessutom omkastade då han bär en röd mössa med vita prickar, en vit väst och röda byxor.

#### Röstskådespelare
¤ Toads röst var från början gjord av Isaac Marshall i Mario Kart 64 (i den japanska versionen var det dock Eriko Ibe som gjorde rösten)
Eriko Ibe gjorde sedan röst åt honom i:
- Mario Party
- Mario Party 2
- Mario Party 3

Jen Taylor gjorde hans röst i:
- Mario Party 6
- Mario Party 7
- Dance Dance Revolution: Mario Mix
- Mario Superstar Baseboll
- Mario Kart: Double Dash!!
- Luigi's Mansion
- Mario Kart DS
- Super Mario Sunshine
- Mario Tennis
- Super Mario 64
- Mario & Sonic at the Olympic Games

Toads nuvarande röst görs av Samantha Kelly och har hittills framförts i:
- Mario Party 8
- Mario Party DS
- Super Mario Galaxy
- Mario Kart Wii
- Mario & Sonic at the Olympic Winter Games
- New Super Mario Bros. Wii

Källor

### Toadette
Toadette är en liten flicka i Mario-serien som dök upp första gången i Mario Kart: Double Dash!! till GameCube. Toadette bär en rosa klänning, en vinröd väst och en rosa mössa med vita prickar. Hon har två långa, stora rosa flätor.

#### Biografi

##### Spel där Toadette är bifigur
- Paper Mario: The Thousand-Year Door, där hon dyker upp, så fort Mario hittar en hammare eller ett par nya stövlar, för att förklara hur man använder de nya föremålen.
- Mario Party Advance.
- Mario Party DS.
- Dance Dance Revolution: Mario Mix, där Toadette öppnar ett hotell. Spelaren måste hjälpa henne att återställa lugnet på hotellet genom att sjunga och dansa.

##### Spel där Toadette är spelbar
Nintendos Mario-serie.
- Mario Kart: Double Dash!!, där hon är med som en bonuskaraktär som man först måste låsa upp. Det går bara att låsa upp henne genom att vinna Special Cup på 100cc-nivån. Hon har också en egen racerbil i spelet, som även den måste låsas upp. Detta gör man genom att klara Mushroom Cup i Mirror Mode. Detta kan bara ske efter att Toadette själv blivit upplåst.
- Mario Kart Wii, där hon är med som en bonuskaraktär som måste låsas upp. Detta gör man genom att klara av Time Trials på alla trettiotvå nivåer på rad, eller genom att skaffa en Thousand Wins på Nintendo Wi-Fi Connection.
- Mario Party 6, där Toadette är med som en bonuskaraktär som måste låsas upp. Detta gör man genom att betala trettio stjärnor till Stjärn-Banken.
- Mario Party 7.
- Mario Party 8.
- Mario Superstar Baseboll, där Toadette är med i Peach lag i Challenge Mode.
- Mario Super Sluggers.

#### Övrigt
Hennes röst läses sen 2007 av Samantha Kelly och innan dess av Jen Taylor.

### Toadsworth
Toadsworth är en äldre Toad och Prinsessan Peachs rådgivare. Han har figurerat i flera spel men blev först spelbar i sportspelen Mario Superstar Baseball och sedan Mario Super Sluggers i Peachs lag. Toadsworth har en brunprickig mössa med beige bakgrundsfärg.